# Das Boot
Das Boot – debiutancki singel niemieckiego zespołu U96 wydany w 1991 i 1992 roku przez Cohiba Records, Polydor, Love Records i M & G Records.

## Lista utworów
- Płyta gramofonowa (1991)[1]

1. „Das Boot” (Techno-Version) – 5:14
2. „Tiefenrausch” – 4:18

- CD-maxi-singel (1991)[1]

1. „Das Boot” (Ecstasy On Board Version)	– 5:01
2. „Das Boot” (Echo Mix)	– 5:02
3. „Das Boot” (Speed Version) – 4:49

- Singel promocyjny – płyta gramofonowa (1991)[1]

1. „Das Boot” – 5:14

- Płyta gramofonowa (1992)[1]

1. „Das Boot”
2. „Das Boot” (Mickey Finn Full Version)

- Singel promocyjny – CD-maxi-singel (1992)[1]

1. „Das Boot” (Techno Version) – 5:14
2. „Das Boot” (Ecstasy On Board Version)	– 4:57
3. „Das Boot” (Echo Mix)	– 5:05
4. „Das Boot” (Speed Version) – 4:50

- Singel promocyjny – płyta gramofonowa (1992)[1]

1. „Das Boot” (Mickey Finn Full Version)
2. „Das Boot” (Mickey Finn Instrumental)
3. „Das Boot” (Techno Version)
4. „Das Boot” (Speed Version)
5. „Das Boot” (Echo Mix)

- Płyta gramofonowa (1992)[1]

1. „Das Boot” (Mickey Finn Full Version)
2. „Das Boot” (Mickey Finn Instrumental)
3. „Das Boot” (Techno Version)
4. „Das Boot” (Speed Version)
5. „Das Boot” (Echo Mix)

- CD-maxi-singel (1992)[1]

1. „Das Boot” – 3:32
2. „Das Boot” (Mickey Finn Full Version) – 5:26
3. „Das Boot” (Techno Version) – 5:15
4. „Das Boot” (Echo Mix) – 5:03
5. „Das Boot” (Speed Version) – 4:51
6. „Das Boot” (Trigger Version) – 5:14
7. „Das Boot” (Mickey Finn Instrumental) – 5:25

- CD-maxi-singel (1992)[1]

1. „Das Boot” (Techno-Version) – 5:14
2. „Tiefenrausch” – 4:18
3. „Das Boot” (Trigger Version) – 5:14

- Płyta gramofonowa (1999)[1]

1. „Das Boot” (Techno Version) – 5:14
2. „Das Boot” (Strings 127) – 4:55
3. „Das Boot” (Accordian Version) – 4:56
4. „Das Boot” (131 BPM) – 4:50
5. „Das Boot” (Echo Mix) – 5:05
6. „Das Boot” (127 BPM) – 4:50

## Notowania na listach przebojów
| Kraj            | Lista (1992)    | Najwyższa pozycja | Sprzedaż | Certyfikacja |
| --------------- | --------------- | ----------------- | -------- | ------------ |
| Szwajcaria      | Singles Top 75  | 1                 | –        | –            |
| Austria         | Singles Top 75  | 1                 | 15 000+  | złoto        |
| Norwegia        | Top 20 Singles  | 1                 | –        | –            |
| Niemcy          | Top 100 Singles | 1                 | –        | –            |
| Holandia        | Single Top 100  | 3                 | –        | –            |
| Szwecja         | Top 60 Singles  | 5                 | –        | –            |
| Wielka Brytania | Singles Top 100 | 18                | –        | –            |
| Irlandia        | Top 50 Singles  | 19                | –        | –            |